# Lauenstein (Ludwigsstadt)

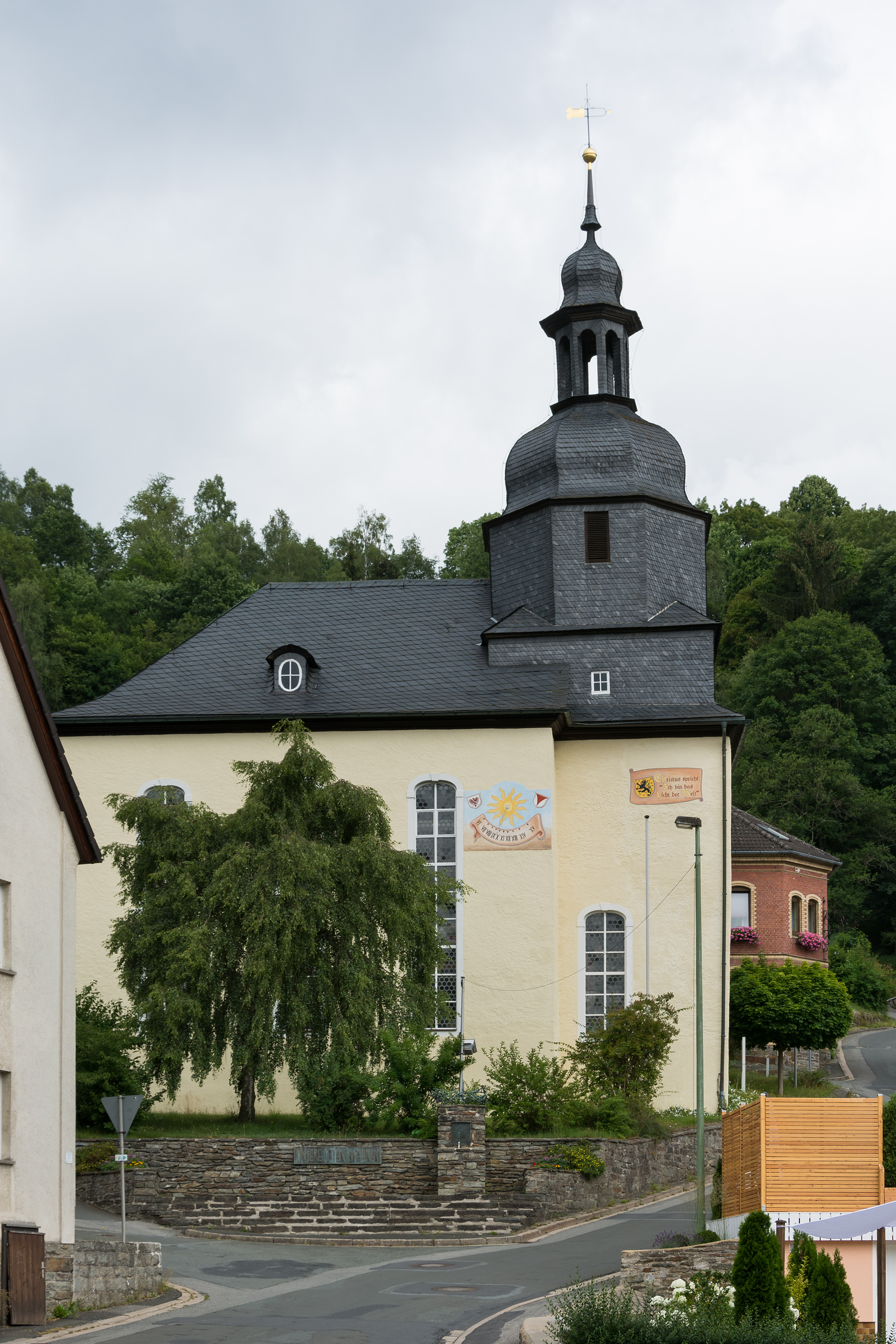
Kirche St. Nikolaus in Lauenstein

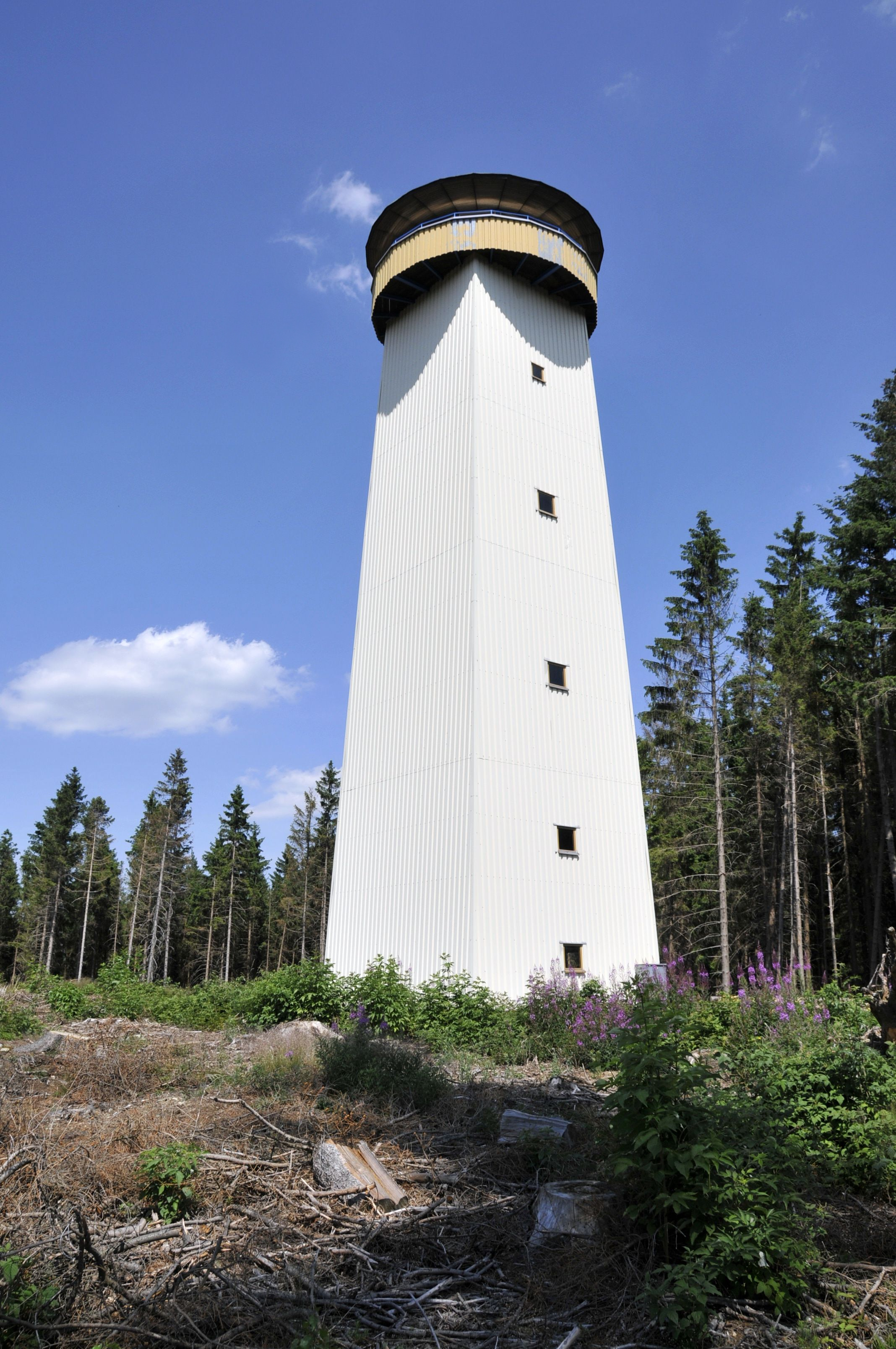
Aussichtsturm Thüringer Warte

Lauenstein ist ein Gemeindeteil der Stadt Ludwigsstadt im oberfränkischen Landkreis Kronach in Bayern.

## Geographie
Das Pfarrdorf Lauenstein liegt etwa vier Kilometer nördlich von Ludwigsstadt nahe der Grenze zu Thüringen im Tal der Loquitz. Im Nordosten grenzt das Naturschutzgebiet Falkenstein und Pechleite östlich Lauenstein an. Die Bundesstraße 85 führt an Fischbachsmühle und Falkenstein vorbei nach Probstzella (2,5 km nördlich) bzw. über Unter- und Oberneuhüttendorf nach Ludwigsstadt (2,8 km südöstlich). Die Bahnstrecke Hochstadt-Marktzeuln–Probstzella führt am Ort vorbei, der Haltepunkt Lauenstein wurde 1965 aufgelassen.

## Geschichte
Lauenstein wurde 1222 als „Lewinsteine“ erstmals urkundlich erwähnt und ist damit die älteste Ortschaft der heutigen Stadt Ludwigsstadt. Die Burg Lauenstein wurde vermutlich in der zweiten Hälfte des 12. Jahrhunderts errichtet. Lange Zeit war der Ort Sitz des Amtes Lauenstein, dem unter anderem Ludwigsstadt und Tettau angehörten.
Gegen Ende des 18. Jahrhunderts gab es in Lauenstein 51 Anwesen (7 Güter, 23 Gütlein, 6 halbe Gütlein, 4 Tropfhäuser, 8 Häuser, 1 Mahl- und Ölmühle, 1 Einödgehöft mit Tropfhaus). Das Hochgericht übte das bayreuthische Amt Lauenstein aus. Die Dorf- und Gemeindeherrschaft sowie die Grundherrschaft über alle Anwesen hatte das Kastenamt Lauenstein inne. Neben den Anwesen gab es noch 1 Forsthaus, 1 Pfarrkirche, 1 Pfarrhof, 1 Schulhaus und 1 Gemeindebräuhaus.
Von 1797 bis 1808 unterstand der Ort dem Justiz- und Kammeramt Lauenstein. Mit dem Gemeindeedikt wurde 1808 der Steuerdistrikt Lauenstein gebildet, zu dem Ebersdorf, Falkenstein, Fischbachsmühle, Katzwich, Spitzberg, Springelhof, Steinbach an der Haide, Steinbachsmühle und Unterneuhüttendorf gehörten. Mit dem Zweiten Gemeindeedikt (1818) entstand die Ruralgemeinde Lauenstein, zu der Fischbachsmühle, Spitzberg, Springelhof und Unterneuhüttendorf gehörten. Sie war in Verwaltung und Gerichtsbarkeit dem Landgericht Lauenstein zugeordnet (1837 in Landgericht Ludwigsstadt umbenannt) und in der Finanzverwaltung dem Rentamt Lauenstein. 1815 wurde Lauenstein dem Rentamt Rothenkirchen (1919 in Finanzamt Rothenkirchen umbenannt) überwiesen. Von 1862 bis 1880 und von 1888 bis 1931 gehörte Lauenstein zum Bezirksamt Teuschnitz, von 1880 bis 1888 und ab 1931 vom Bezirksamt Kronach (1939 in Landkreis Kronach umbenannt). Die Gerichtsbarkeit blieb beim Landgericht Ludwigsstadt (1879 in das Amtsgericht Ludwigsstadt umbenannt, das 1956 zu einer Zweigstelle des Amtsgerichts Kronach wurde). Die Finanzverwaltung wurde 1929 vom Finanzamt Kronach übernommen. Die Gemeinde hatte 1885 eine Gebietsfläche von 9,196 km², die sich vor 1904 auf 5,688 km² verringerte.
Am 1. Mai 1978 wurde Lauenstein infolge der Gebietsreform in Bayern nach Ludwigsstadt eingemeindet.

### Baudenkmäler
- Burg Lauenstein
- Kreuzstein
- Orlamünder Str. 35: Evangelisches Pfarrhaus
- Orlamünder Straße 35a: Kirche St. Nikolaus
- Aussichtsturm Thüringer Warte
- Grenzsteine

### Einwohnerentwicklung
Gemeinde Lauenstein
| Jahr | Einwohner | Häuser | Quelle |
| ---- | --------- | ------ | ------ |
| 1840 | 599       |        | [ 11 ] |
| 1852 | 611       |        | [ 11 ] |
| 1855 | 619       |        | [ 11 ] |
| 1861 | 610       |        | [ 12 ] |
| 1867 | 652       |        | [ 13 ] |
| 1871 | 697       | 109    | [ 14 ] |
| 1875 | 690       |        | [ 15 ] |
| 1880 | 703       |        | [ 16 ] |
| 1885 | 774       | 118    | [ 7 ]  |
| 1890 | 721       | 121    | [ 17 ] |
| 1895 | 697       |        | [ 11 ] |
| 1900 | 776       | 128    | [ 8 ]  |

| Jahr | Einwohner | Häuser | Quelle |
| ---- | --------- | ------ | ------ |
| 1905 | 814       |        | [ 11 ] |
| 1910 | 812       |        | [ 18 ] |
| 1919 | 805       |        | [ 11 ] |
| 1925 | 805       | 135    | [ 19 ] |
| 1933 | 795       |        | [ 20 ] |
| 1939 | 761       |        | [ 20 ] |
| 1946 | 939       |        | [ 20 ] |
| 1950 | 964       | 140    | [ 21 ] |
| 1952 | 927       |        | [ 20 ] |
| 1961 | 808       | 154    | [ 22 ] |
| 1970 | 694       |        | [ 23 ] |

Ort Lauenstein
| Jahr      | 001787 | 001801 | 001818 | 001861 | 001871 | 001885 | 001900 | 001925 | 001950 | 001961 | 001970 | 001987 |
| Einwohner | 289    | 283    | 307    | 485    | 532    | 634    | 660    | 687    | 815    | 689    | 597    | 457    |
| Häuser    | 51     | 48     | 59     |        |        | 94     | 108    | 116    | 119    | 132    |        | 176    |
| Quelle    | [ 24 ] | [ 25 ] | [ 6 ]  | [ 12 ] | [ 14 ] | [ 7 ]  | [ 8 ]  | [ 19 ] | [ 21 ] | [ 22 ] | [ 23 ] | [ 26 ] |

### Wappen
Blasonierung: In mit roten Herzchen bestreutem goldenen Schild ein rot gekrönter und rot bewehrter schwarzer Löwe, der sich mit der linken Vorderpranke auf eine senkrecht stehende blaue Raute stützt.

## Religion
Die evangelisch-lutherische Kirche St. Nikolaus in Lauenstein wurde erstmals 1381 urkundlich erwähnt, die Ursprünge der Kirche reichen vermutlich bis etwa zum Jahr 1200 zurück. 1512 wurde die Kirche umfassend umgebaut und erneut geweiht, 1687 kam der Kirchturm hinzu. 1787 wurde das Kirchenschiff abgerissen und wie der Kirchenaltar im Barockstil neu errichtet, der Kirchturm blieb unverändert.
Lauenstein ist seit der Reformation überwiegend protestantisch.

## Wirtschaft
Neben der Landwirtschaft war zunächst die Metallindustrie die Haupteinnahmequelle der Einwohner von Lauenstein. Nach deren Niedergang kamen die Schieferindustrie und später der Tourismus auf. Einen positiven Einfluss auf die wirtschaftliche Entwicklung des Ortes hatte die Eröffnung der den Frankenwald querenden Bahnstrecke Hochstadt-Marktzeuln–Probstzella im Jahr 1885. Lauenstein hatte dort bis 1965 einen Bahnhof.
Nach dem Zweiten Weltkrieg lag Lauenstein mit der Teilung Deutschlands an der innerdeutschen Grenze und wurde von seinen wirtschaftlichen Beziehungen nach Thüringen abgeschnitten.

## Persönlichkeiten
- Hermann Wilhelm (1897–1970), Maler und Hochschullehrer